# Kelly Clark
Kelly Clark (Newport, Estats Units, 1983) és una esquiadora estatunidenca, especialista en surf de neu, guanyadora de tres medalles olímpiques.

## Biografia
Va néixer el 26 de juliol de 1983 a la ciutat de Newport, població situada a l'estat de Rhode Island.

## Carrera esportiva
Especialista en la pràctica surfista del migtub, va participar, als 18 anys, en els Jocs Olímpics d'Hivern de 2002 realitzats a Salt Lake City (Estats Units), on aconseguí guanyar la medalla d'or en la prova de migtub. En els Jocs Olímpics d'Hivern de 2006 realitzats a Torí (Itàlia) finalitzà en quarta posició en aquesta mateixa prova. Posteriorment, en els Jocs Olímpics d'Hivern de 2010 realitzats a Vancouver (Canadà) aconseguí guanyar la medalla de bronze.
En els Jocs Olímpics d'Hivern de 2014 realitzats a Sotxi (Rússia) aconseguí novament guanyar la medalla de bronze en la prova de migtub femení. No pogué repetir aquests èxits als Jocs Olímpics d'hivern de 2018.